# Alegeri generale în Mexic, 1994
Alegerile generale ale Mexicului din 1994 au avut loc duminică 21 august 1994,în cadrul cărora au fost aleși la nivel federal:
- Președintele Republicii. Șeful de Stat și de Guvern ales pentru o perioadă de șase ani, și care a început conducerea Guvernului său în 1 decembrie 1994. Candidatul ales a fost Ernesto Zedillo Ponce de León de la Partidul Revoluționar Instituțional.

- 96 Senatori. Membri ai Camerei Superioare a Congresului Uniunii, 3 din fiecare stat al federației și din Districtul Federal, aleși în mod direct pentru o perioadă de șase ani care a început pe 1 de septembrie 1994.

- 500 Deputați Federali. Membri ai Camerei Inferioare a Congresului Uniunii, 300 aleși direct din fiecare District uninominal și 200 aleși indirect prin intermediul unui sistem de liste naționale pentru fiecare dintre 5 circumscripții în care țara este împărțită, toți pentru o perioadă de trei ani, care a început pe 1 septembrie 1994.

## Alegerea prezidențială
Alegerile electorale din 1994 au avut loc într-un ambient politic tensionat după revolta Comandantului Zapatista al Armatei de Eliberare Națională din 1 ianuarie din anul respectiv și asasinarea candidatului al PRI Luis Donaldo Colosio pe 23 martie în Tijuana. Deși nu s-a ajuns la nivelele de tensiune din 1988, majoritatea analiștilor politici sunt de acord că oamenii au votat pentru continuitatea partidului de guvernământ ca o modalitate de a contracara frica lor de destabilizare a țării, după cinci ani percepuți ca un progres în guvernul lui Carlos Salinas de Gortari.

### Rezultatele electorale
Candidații care au participat la Alegerile Prezidențiale din 1994 și rezultatele obținute au fost după cum urmează
|       | Partidul/Alianța                                           |                             | Candidații                    | Voturi     | Procente |
| ----- | ---------------------------------------------------------- | --------------------------- | ----------------------------- | ---------- | -------- |
|       | Partidul Revoluționar Instituțional                        |                             | Ernesto Zedillo Ponce de León | 17,181,651 | 48.69    |
|       | Partidul Național de Acțiune                               | Diego Fernández de Cevallos | Diego Fernández de Cevallos   | 9,146,841  | 25.92    |
|       | Partidul al Revoluției Democratice                         |                             | Cuauhtémoc Cárdenas Solórzano | 5,852,134  | 16.59    |
|       | Partidul Muncitoresc                                       |                             | Cecilia Soto                  | 970,121    | 2.75     |
|       | Partidul Ecologic Verde al Mexicului                       |                             | Jorge González Torres         | 327,313    | 0.93     |
|       | Partidul Frontul Național de Reconstrucție                 |                             | Rafael Aguilar Talamantes     | 297,901    | 0.84     |
|       | Partidul Autentic al Revoluției Mexicane                   |                             | Álvaro Pérez Treviño          | 192,795    | 0.55     |
|       | Partidul Socialist Popular                                 |                             | Marcela Lombardo Otero        | 166,594    | 0.47     |
|       | Partidul Democratic Mexican- Uniunea Națională de Opoziție |                             | Pablo Emilio Madero           | 97,935     | 0.28     |
|       | Candidați neînregistrați                                   | Candidați neînregistrați    | Candidați neînregistrați      | 43,715     | 0.12     |
|       | Nuli                                                       | Nuli                        | Nuli                          | 1,008,291  | 2.86     |
| Total | Total                                                      | Total                       | Total                         | 35,285,291 | 100.00   |

Sursă: Institutul Federal Electoral Arhivat în 15 noiembrie 2006, la Wayback Machine.